# Bolleblu
BolleBlu è un parco acquatico che si trova a Borghetto di Borbera, in Piemonte, nella provincia di Alessandria. È stato inaugurato nel  1990.
Il parco divertimenti si estende su un’area di 70.000 metri quadrati.

## Attrazioni acquatiche
- Scivolo Boa
- Scivolo Kamikaze
- Scivolo Drop
- Scivolo Foam
- Scivolo Vortex
- Scivolo Space Bowl (trottola)
- Torrente River
- Idromassaggio
- Piscina a onde
- Piscina Baby
- Piscina rettangolare